# Aschenkiste
Eine Aschenkiste ist ein sarkophagartiger Behälter für die Asche einer Brandbestattung.
Aschenkisten wurden in verschiedenen antiken Kulturen (z. B. aus Lydien) benutzt. Sie sind jedoch nicht wie Urnen gestaltet, sondern ähneln vom Aufbau her Sarkophagen. Aufgrund der Bestattungsart können sie allerdings deutlich kleiner sein als diese. Dies ist jedoch nicht zwingend, so wären einige Steinsärge aus dem Rheinland, in denen Leichenbrand nachgewiesen wurde, auch groß genug für eine Körperbestattung.
Aschenkisten können schlicht gestaltet oder mit Inschriften oder Reliefs versehen sein. Beim so genannten Sarkophag von Simpelveld ist die Verzierung sogar auf der Innenseite angebracht.

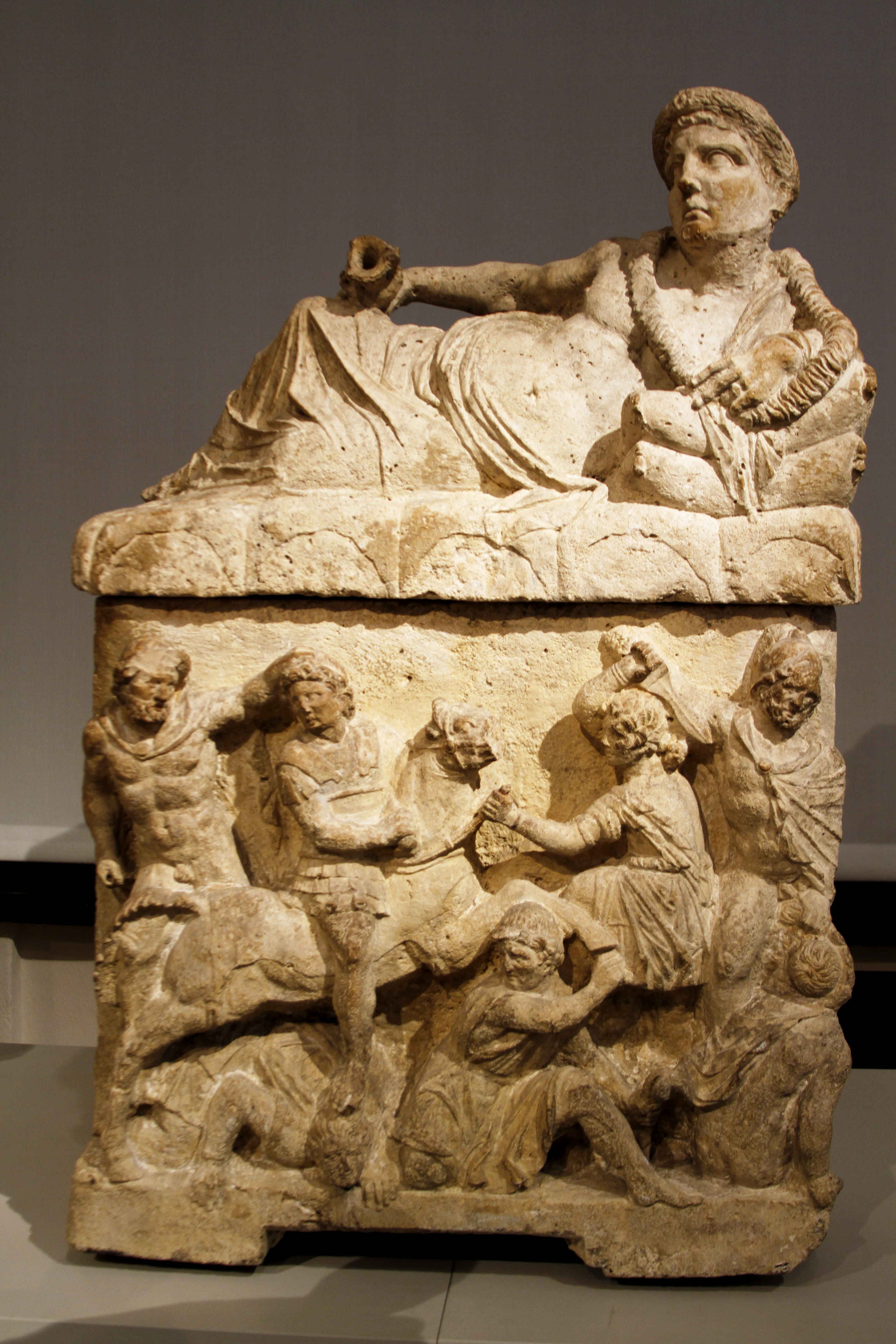
Aschenkiste um 150 v. Chr.
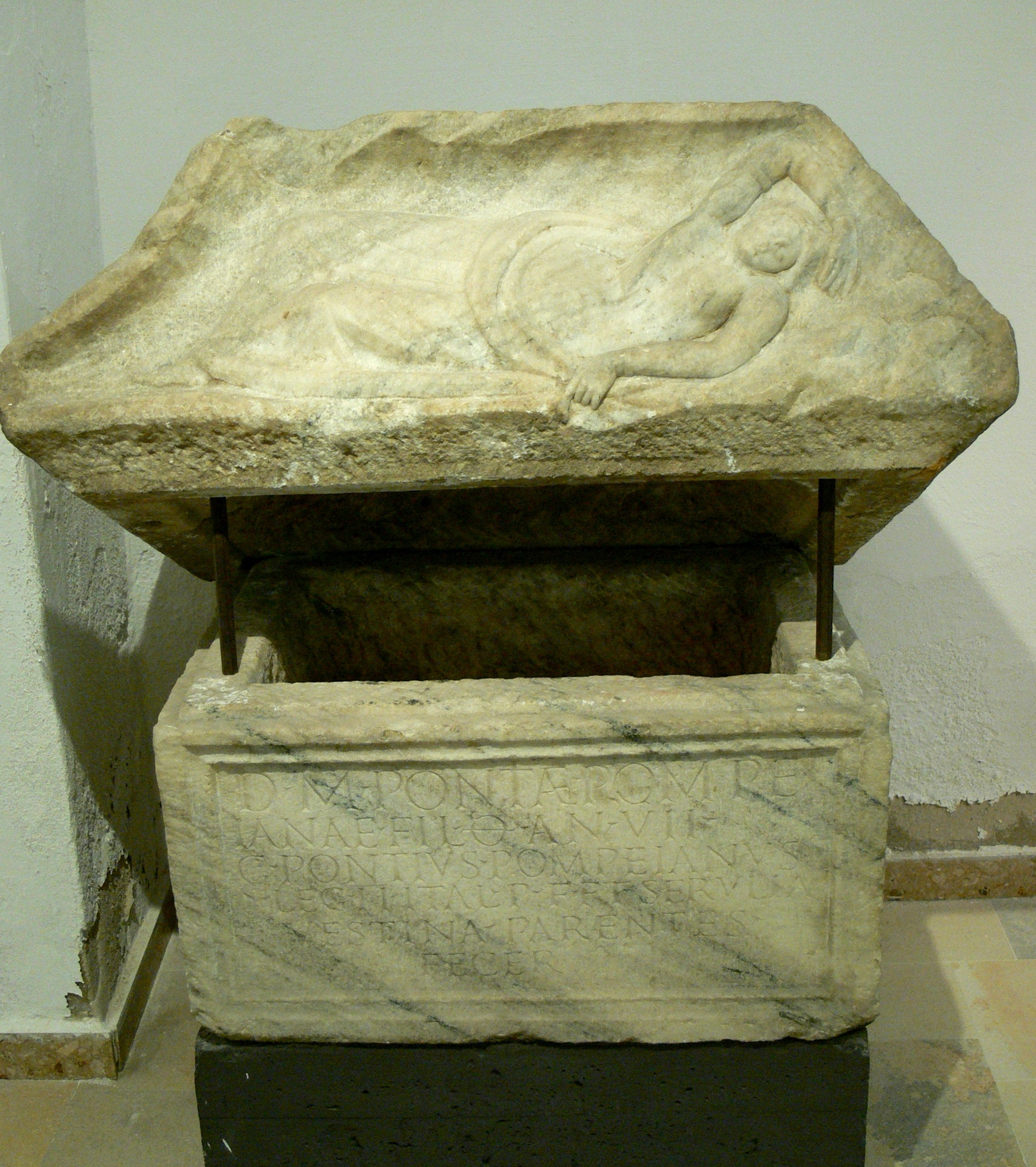
Aschenkiste aus dem 3. Jahrhundert n. Chr.